# 密探 (電影)
《密探》（：／，前稱作）是一部2016年上映的韓國剧情片，由金知雲執導，宋康昊和孔劉主演。
2016年9月3日在第73屆威尼斯影展上全球首映，2016年9月7日在韓國上映。上映後大獲好評，並在韓國創下750萬觀影人次的優異票房；《密探》被選定於第89屆奧斯卡金像獎上代表韓國角逐最佳外語片，但未獲得最終提名。

## 劇情
1920年代末期，為了抵抗日本殖民统治，從上海運送炸彈到京城府（경성부，首爾舊名）的義烈團，與追捕義烈團的日本警察之間暗中較勁、懷柔利誘的故事。

## 演員陣容

### 主要人物
- 宋康昊 飾演 李禎出，朝鮮人，從前在上海臨時政府任翻譯時，跟金壯玉甚為友好。因其時出賣情資給日本而立了功，故後被提拔為日本駐朝鮮總督府警務局警部。
- 孔劉 飾演 金優進，抗日義烈團隊長、金壯玉的同鄉、趙懷寧的小學同學，隱藏著與連桂順之間的情愫。

### 其他人物
- 韓志旼 飾演 連桂順，中國人，無親無故，精通多國語言。以Ludvik妻子身份作掩飾，實質是鄭彩山的秘書，隱藏著與金優進之間的情愫。
- 嚴泰九 飾演 橋本，朝鮮人，日本駐朝鮮總督府的警務局警部，比李禎出更得東村部長的信任。
- 申成祿 飾演 趙懷寧，抗日義烈團在京城的核心人物，金優進的小學同學。
- 許成泰 飾演 河一洙，日方情報份子，被橋本要求監視李禎出。
- 李率求 飾演 吳南原
- 鶴見辰吾 飾演 東村，日本人，日本派駐在朝鮮總督府的警務局部長，李禎出與橋本的上司。表面上指派橋本跟李禎出搭檔，實際進行監視與牽制。
- 鄭惟安 飾演 黃義書
- 金東英 飾演 許鐵柱
- 高俊 飾演 沈尚道，抗日義烈團在上海潛伏的成員。
- 徐榮柱 飾演 朱東城，金壯玉的隨從。
- 權秀賢 飾演 孫吉
- 李焕 飾演 朴大伊
- 郭子亨 飾演 石頭，人力車夫。
- 劉尚宰 飾演 朴捕手
- 趙英圭 飾演 金學鎮
- 崔有華 飾演 金史熙，李禎出警部廳的下屬，忠於李禎出。
- 韓秀妍 飾演 梅香
- 南文哲 飾演 金皇燮，會作地下交易的古董商人。
- 金秀雄 饰演 斋藤
- 崔章元 饰演 卢德秀
- 许亨圭 饰演 郑佑植
- 白仁權 飾演 朴雄
- 鄭道元 飾演 烏瑪
- 李秀光 飾演 英朗
- 武田裕光 飾演 武田
- 成日 饰演 朴家
- 金义建 饰演 许正九
- Foster Burden 飾演 Ludvik，匈牙利人，抗日義烈團的炸彈專家。以法租界藥房工作，連桂順丈夫身份作掩飾。
- 及川以造 饰演 马野
- 池辺和彦 饰演 中田
- 朴相勳 飾演 河一洙的心腹
- 洪仁 饰演 河一洙的跟班
- 鄭米楠 飾演 擴聲器警察
- 金怡瑟 饰演 妓生1
- 金允珠 饰演 妓生2
- 全熙秀 饰演 妓生3
- 全汝彬 飾演 妓生4
- 劉宰尚 飾演 旅館聯絡李禎出與金優進會面的少年
- 吳荷妮 飾演 黃書林，抗日義烈團成員，在修女院協助連桂順逃脫。
- 元真兒 飾演 修女院的修女，通知連桂順逃脫。
- 申美英 飾演 修女院修女
- 孙素英 饰演 许哲周的亲戚
- 黄武英 饰演 许哲周的亲戚
- 朴基善 饰演 法官
- 周錫泰 飾演 法院檢察官
- 权吾洙 饰演 法庭旁听者
- 洪胜日 饰演 西大门刑务所独立人士
- 崔熙道 飾演 火車餐車車廂用餐日本男客人
- 玉子妍 飾演 李禎出的夫人
- 琴世祿 飾演 火車餐車車廂吧台服務員
- 金泰俊 飾演 驛務員
- 李尚熙 飾演 火車上的嬰兒母親
- Mowg 饰演 酒吧钢琴演奏者
- 金正宇 饰演 酒吧调酒师
- 金文赫 饰演 义烈团团员2
- 郭民浩 饰演 义烈团团员3
- 丁夏潭 飾演 花子，請石頭幫忙載運物資的日本女人。
- 趙河碩 飾演 姜宗基，抗日義烈團在日本警部的密探。
- 智恩 飾演 上海煙火店女店員
- 杨道贤 饰演 律师
- 全培秀 飾演 西大門刑務所獄警
- 西秋愛菜 飾演 火車餐車車廂用餐日本女客人
- 赵莞基 饰演 逮捕Ludvik的警察
- 郭恩珍 飾演 法院速記員
- 河敏 飾演 火車上的女乘客
- 崔允罗 饰演 乌玛诺女秘书

### 特別出演
- 李炳憲 飾演 鄭彩山，義烈團團長，從前是軍人。
- 朴喜洵 飾演 金壯玉，義烈團核心成員，從前在上海臨時政府任職時，跟李禎出甚為友好。[13]
- 白青剛 飾演 酒吧男歌手

## 製作

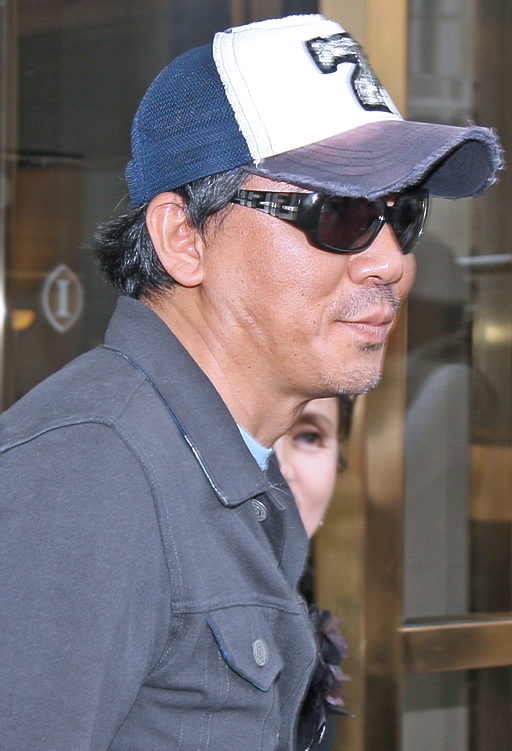
《密探》的導演金知雲

2015年8月3日宣布，華納兄弟將資助並發行首部韓國電影《Secret Agent》，電影擁有862萬美元的預算，由Grimm Pictures製作。劇本由李志旼和朴鍾大撰寫劇本，金知雲執導，主演包括宋康昊和孔劉。

## 發行
電影於2016年9月3日在第73屆威尼斯影展上作全球首映。韓國於2016年9月7日上映，而美國則於2016年9月23日上映。
首支預告片於2016年7月14日釋出，透露正式片名為《密探》（The Age of Shadows）。

## 反響
《密探》贏得了正面好評，爛番茄根據10篇評論，新鮮度高達100%，平均得分6.9／10。
電影於韓國上映後，榮登三週的票房冠軍，口碑極佳。

## 獎項
| 年份   | 獎項                       | 類別         | 受獎者         | 結果 |
| ------ | -------------------------- | ------------ | -------------- | ---- |
| 2016年 | 第36屆韓國電影評論家協會獎 | 最佳作品獎   | 《密探》       | 獲獎 |
| 2016年 | 第36屆韓國電影評論家協會獎 | 最佳音樂獎   | 莫克           | 獲獎 |
| 2016年 | 第37屆青龍電影獎           | 最優秀作品   | 《密探》       | 提名 |
| 2016年 | 第37屆青龍電影獎           | 導演獎       | 金知雲         | 提名 |
| 2016年 | 第37屆青龍電影獎           | 最佳男演員   | 宋康昊         | 提名 |
| 2016年 | 第37屆青龍電影獎           | 最佳男配角   | 嚴泰谷         | 提名 |
| 2016年 | 第37屆青龍電影獎           | 照明獎       | 金知雲、趙揆永 | 提名 |
| 2016年 | 第37屆青龍電影獎           | 音樂獎       | 莫克           | 提名 |
| 2016年 | 第37屆青龍電影獎           | 美術獎       | 趙和城         | 提名 |
| 2016年 | 第53屆大鐘獎               | 最優秀作品獎 | 《密探》       | 提名 |
| 2016年 | 第53屆大鐘獎               | 導演獎       | 金知雲         | 提名 |
| 2016年 | 第53屆大鐘獎               | 最佳男演員   | 宋康昊         | 提名 |
| 2016年 | 第53屆大鐘獎               | 最佳男配角   | 嚴泰谷         | 獲獎 |
| 2016年 | 第53屆大鐘獎               | 最佳女配角   | 韓志旼         | 提名 |
| 2016年 | 第53屆大鐘獎               | 劇本獎       |                | 提名 |
| 2016年 | 第53屆大鐘獎               | 燈光獎       | 趙圭英         | 提名 |
| 2016年 | 第53屆大鐘獎               | 攝影獎       | 金志勇         | 提名 |
| 2016年 | 第53屆大鐘獎               | 音樂獎       | 莫克           | 提名 |
| 2016年 | 第53屆大鐘獎               | 剪輯獎       |                | 提名 |
| 2016年 | 第53屆大鐘獎               | 服裝獎       | 趙尚慶         | 提名 |
| 2016年 | 第53屆大鐘獎               | 美術獎       | 趙和城         | 獲獎 |
| 2016年 | 第53屆大鐘獎               | 錄音獎       | 崔泰永         | 提名 |
| 2016年 | 第3屆韓國電影製作人協會獎  | 美術獎       | 趙和城         | 獲獎 |
| 2016年 | 第3屆韓國電影製作人協會獎  | 音樂獎       | 莫克           | 獲獎 |
| 2017年 | 第11屆亞洲電影大獎         | 最佳電影     | 《密探》       | 提名 |
| 2017年 | 第11屆亞洲電影大獎         | 最佳原創音樂 | 莫克           | 獲獎 |
| 2017年 | 第11屆亞洲電影大獎         | 最佳攝影     | 金志勇         | 提名 |
| 2017年 | 第37屆黃金攝影獎           | 大獎         | 《密探》       | 獲獎 |
| 2017年 | 第37屆黃金攝影獎           | 最佳男配角   | 嚴泰谷         | 獲獎 |
| 2017年 | 第37屆黃金攝影獎           | 最佳女配角   | 韓志旼         | 獲獎 |

## 外部連結
- NAVER上《密探》的資料
- Daum上《密探》的資料

- 韩国电影数据库（KMDb）上《密探》的資料
- 互联网电影数据库（IMDb）上《密探》的资料（英文）
- Metacritic上《密探》的資料（英文）
- 豆瓣电影上《密探》的資料 （简体中文）
- Yahoo奇摩電影上《密探》的資料（繁體中文）
- 開眼電影網上《密探》的資料（繁體中文）
- ]》的资料（英文）
- 爛番茄上《密探》的資料（英文）